# Ivan Kováč
Ivan Kováč (ur. 25 grudnia 1948, zm. 11 lutego 2023) – słowacki lekkoatleta, średniodystansowiec, później dziennikarz sportowy. W czasie swojej kariery lekkoatletycznej reprezentował Czechosłowację.
Specjalizował się w biegu na 1500 metrów. Wystąpił w nim na halowych mistrzostwach Europy w 1970 w Wiedniu i na halowych mistrzostwach Europy w 1971 w Sofii, ale w obu przypadkach odpadł w eliminacjach.
Zdobył srebrny medal w sztafecie 4 × 4 okrążenia na halowych mistrzostwach Europy w 1973 w Rotterdamie (sztafeta czechosłowacka biegła w składzie: Kováč, Jozef Samborský, Jozef Plachý i Ján Šišovský), a w biegu na 1500 metrów odpadł w eliminacjach. Odpadł w eliminacjach biegu na 1500 metrów również na mistrzostwach Europy w 1974 w Rzymie.
Kováč był mistrzem Czechosłowacji w biegu na 1500 metrów w 1972 i 1974, w sztafecie 3 × 1000 metrów w 1969 oraz w biegu przełajowym na krótkim dystansie w 1969, 1970, 1972 i 1977, wicemistrzem w biegu na 1500 metrów w 1971 i 1973 oraz brązowym medalistą na tym dystansie w 1976. W hali był mistrzem Czechosłowacji w biegu na 1500 metrów w 1970, 1971 i 1973 oraz w biegu na 3000 metrów w 1970 i 1973.
Wynik Kováča w biegu na 1500 metrów 3:39,4, uzyskany 30 maja 1974 w Bratysławie, jest do tej pory (czerwiec 2019) rekordem Słowacji.
Kováč startował w klubie Dukla Bańska Bystrzyca.